# Himertosoma mandrakanum
Himertosoma mandrakanum là một loài tò vò trong họ Ichneumonidae.